# Ensemble castral du Merlerault
L'ensemble castral du Merlerault est un ancien château à motte qui se dresse sur la commune française du Merlerault dans le département de l'Orne, en région Normandie.
L'ensemble castral fait l'objet d'une inscription au titre des monuments historiques par arrêté du 21 septembre 1989.

## Localisation
La motte est située au lieudit le Château Clos sur la commune du Merlerault dans le département français de l'Orne.

## Historique
La motte n'est pas datée sur la fiche Mérimée, Arcisse de Caumont évoque pour sa part le Xe ou le XIe siècle.
À partir de cette époque, les du Merle font du lieu une cité féodale, la baronnie du Merle-Raoul. Elle résistera aux Anglais et sera incendiée en 1356. Un châtelet et deux tourelles subsisteront encore au XIXe siècle.
La baronnie quitta la famille du Merle en 1385 à l’occasion du mariage d’Agnès du Merle, dame du Merle-Raoul et de Gacé, pour entrer deux générations plus tard dans la famille Paynel.
Au début du XVe siècle, Foulque IV Paynel, baron de Hambye et de Bricquebec, seigneur de Chanteloup, de Moyon, de Créances, d'Apilly (Saint-Senier-sous-Avranches), du Merlerault et de Gacé, est un puissant seigneur de Normandie, chevalier banneret qui regroupe sous ses armes, quatre bacheliers et de dix à quatorze écuyers. Son frère Nicole Paynel lui succédera.

## Description
La motte possède « une motte circulaire comportant une double enceinte de remparts en terre, séparée de fossés secs ».